# Alexandr Sergejevič Jesenin-Volpin
Alexandr Sergejevič Jesenin-Volpin (rusky Алекса́ндр Серге́евич Есе́нин-Во́льпин, ve francouzských a anglických publikacích – i jako autor – psaný Ésénine-Volpine, resp. Yessenin-Volpin; 12. května 1924 Leningrad – 16. března 2016 Boston) byl významný rusko-americký básník, disident, politický vězeň a matematik, syn Sergeje Jesenina. Jako jeden z vůdců sovětského hnutí za lidská práva strávil celkem šest let ve vězení, několikrát byl izolován v psychuškách (психу́шка = psychiatrická léčebna) a nakonec skončil v exilu. V matematice je známý jako zakladatel tzv. ultrafinitismu.

## Život
Alexandr Volpin se narodil 12. května 1924 v Leningradě v tehdejším Sovětském svazu. Jeho matka, Naděžda Volpinová, byla básnířka a překladatelka z francouzštiny a angličtiny, dcera moskevského právníka Davida Samuiloviče Volpina. Otcem byl její literární přítel Sergei Jesenin, slavný ruský básník. V době, kdy mu Volpinová oznámila, že je s ním těhotná, měl již známost s Augustou Miklaševskou a Naděždu přesvědčoval, aby dítě potratila. Naděžda odjela do Leningradu, kde porodila, a Sergej zemřel, když bylo Alexandrovi jeden a půl roku, aniž by se kdy viděli. Matka se synem se v roce 1933 přestěhovali z Leningradu do Moskvy.
Na jaře 1949 Jesenin-Volpin promoval s vyznamenáním na Fakultě mechaniky a matematiky Moskevské státní univerzitě a obhájil „kandidátskou“ disertační práci z matematické logiky. Kvůli psychiatrické diagnóze nebyl odveden do armády. Po promoci byl Volpin poslán do ukrajinského města Černovice vyučovat matematiku na místní státní univerzitě. Méně než měsíc po příjezdu do Černovce byl zatčen orgány MGB, poslán letadlem zpět do Moskvy a uvězněn ve věznici Lubjanka. Byl obviněn ze „systematického vedení protisovětské agitace, psaní protisovětských básní a jejich předčítání známým“.  :s.639
Volpin, v obavách z vyhlídky na vězení a pracovní tábor, předstíral pokus o sebevraždu, což vedlo k zahájení psychiatrických vyšetření. :s.119–21 Psychiatři moskevského Serbského psychiatrického ústavu (nyní Federální lékařské výzkumné centrum psychiatrie a narkologie V. P. Serbského) prohlásili Volpina za nepříčetného a v říjnu 1949 byl převezen do Leningradské psychiatrické vězeňské nemocnice. O rok později byl náhle propuštěn a jako „společensky nebezpečný živel“ odsouzen k pětiletému vyhnanství v kazachstánském městě Karaganda. V Karagandě našel uplatnění jako učitel večerních a korespondenčních kurzů matematiky.
V roce 1953, po smrti Josifa Stalina, byl Volpin na základě všeobecné amnestie propuštěn. Brzy se stal známým matematikem specializujícím se na oblasti ultrafinitismu a intuicionismu.
V psychiatrické léčebně byl znovu vězněn v roce 1959 (dva roky) za pašování samizdatu do zahraničí, včetně jeho Svobodného filozofického traktátu (Свободный философский трактат), a znovu v roce 1968. :s.20 Jesenin-Volpin strávil v psychiatrických léčebnách a věznicích celkem 14 let (s oficiální diagnózou „pomalá schizofrenie“). Podle J.S. Savenka měl Yesenin-Volpin ve skutečnosti pouze cyklotymii.
V roce 1962 se oženil s Viktorií Borisovnou Chajutinovou; přesně po deseti letech se rozvedli.

## Glasnosť
V roce 1965 zorganizoval Jesenin-Volpin legendární „setkání glasnosti“ („митинг гласности“), demonstraci na Puškinově náměstí v centru Moskvy požadující otevřený a spravedlivý proces se zatčenými spisovateli Andrejem Siňavským a Julijem Danielem. Letáky napsané Volpinem a distribuované prostřednictvím samizdatu tvrdily, že jejich obvinění a proces za zavřenými dveřmi byly v rozporu se sovětskou ústavou z roku 1936 a novým trestním řádem RSFSR.
Setkání se zúčastnilo asi 200 lidí, z nichž mnozí byli agenti KGB. Hesla zněla: "Требуем гласности суда над Синявским и Даниэлем" (Požadujeme otevřený proces pro Sinyavského a Daniela) a Уважайте советскую конституцию (Ctětě sovětskou ústavu). Demonstranti byli okamžitě zatčeni.
V následujících letech se Jesenin-Volpin stal důležitým hlasem v hnutí za lidská práva v Sovětském svazu. Byl jedním z prvních sovětských disidentů, kteří přijali „legalistickou“ strategii disentu. Prohlašoval, že je možné a nutné bránit lidská práva přísným dodržováním zákonů a tedy požadovat, aby úřady dodržovaly formálně zaručená práva. Jesenin-Volpin byl znovu hospitalizován v únoru 1968 jako jeden z těch, kteří nejsilněji protestovali proti procesu s Alexandrem Ginzburgem a Jurijem Galanskovem (proces Galanskov-Ginzburg). 99 sovětských matematiků dopis sovětským úřadům s žádostí o jeho propuštění z psychiatrického vězení. Tato skutečnost se stala veřejnou a Hlas Ameriky přinesl na toto téma reportáž; Jesenin-Volpin byl propuštěn téměř okamžitě poté. :s.221 Vladimir Bukovsky při té příležitosti prohlásil, že Volpinova diagnóza byla „patologická poctivost“.
V roce 1968 vydal Jesenin-Volpin svůj slavný spis Návod pro ty, které čeká výslech (Памятка для тех, кому предстоят допросы), široce populární mezi ostatními disidenty. 
V roce 1969 podepsal první Výzvu k Výboru OSN pro lidská práva, kterou vypracovala Iniciativní skupina na obranu lidských práv v SSSR.  V roce 1970 se Volpin připojil k Výboru pro lidská práva v SSSR a spolupracoval s Jurijem Orlovem, Andrejem Sacharovem a dalšími aktivisty.

## Emigrace
V květnu 1972 emigroval do Spojených států, jeho sovětské občanství mu ovšem nebylo odebráno, jak bylo v té době obvyklé. Působil na Bostonské univerzitě. V roce 1973 byl jedním ze signatářů Humanistického manifestu.
V zahraničí znovu zalarmoval sovětské úřady v roce 1977 hrozbou, že je bude žalovat za šíření fám, že je duševně nemocný.
V roce 2005 se Jesenin-Volpin podílel na natáčení čtyřdílného televizního dokumentu Vybrali si svobodu o historii sovětského disidentského hnutí.
Zemřel 16. března 2016 ve věku 91 let.

## Matematické publikace
Jeho rané práce se zabývaly obecnou topologií, v níž představil Jesenin-Volpinovu větu. Většina jeho pozdějších prací se zabývala základy matematiky. Založil tzv. ultrafinitismus, extrémní formu konstruktivní matematiky, která zpochybňuje existenci nejen nekonečných množin, ale dokonce i velkých celých čísel, jako je 1012. Načrtl program jko důkaz Zermelo–Fraenkelovy teorie množin pomocí ultrafinitistických technik. V roce 1969 přeložil do ruštiny a napsal předmluvu ke knize Paula Cohena „Teorie množin a hypotéza kontinua“, která uvádí důkaz nezávislosti hypotézy kontinua na ostatních axiomech teorie množin.
- Ésénine-Volpine, A. S. (1961), "Le programme ultra-intuitionniste des fondements des mathématiques", Infinitistic Methods (Proc. Sympos. Foundations of Math., Warsaw, 1959), Oxford: Pergamon, pp. 201–223, MR 0147389 Recenze: Kreisel, G.; Ehrenfeucht, A. (1967), "Le Programme Ultra-Intuitionniste des Fondements des Mathematiques by A. S. Ésénine-Volpine", The Journal of Symbolic Logic, Association for Symbolic Logic, 32 (4): 517, doi:10.2307/2270182, JSTOR 2270182
- Yessenin-Volpin, A. S. (1970), "The ultra-intuitionistic criticism and the antitraditional program for foundations of mathematics", in Kino, A.; Myhill, J.; Vesley, R. E. (eds.), Intuitionism and proof theory (Proc. Conf., Buffalo, N.Y., 1968), Studies in Logic and the Foundations of Mathematics, Amsterdam: North-Holland, pp. 3–45, MR 0295876 Recenze: Geiser, James R. (1975), "The Ultra-Intuitionistic Criticism and the Antitraditional Program for Foundations of Mathematics. by A. S. Yessenin-Volpin", The Journal of Symbolic Logic, Association for Symbolic Logic, 40 (1): 95–97, doi:10.2307/2272294, JSTOR 2272294
- Yessenin-Volpin, A. S. (1981), "About infinity, finiteness and finitization (in connection with the foundations of mathematics)", in Richman, Fred (ed.), Constructive mathematics (Las Cruces, N.M., 1980), Lecture Notes in Math., vol. 873, Berlin-New York: Springer, pp. 274–313, doi:10.1007/BFb0090740, ISBN 3-540-10850-5, MR 0644507